# Andréa Parisy

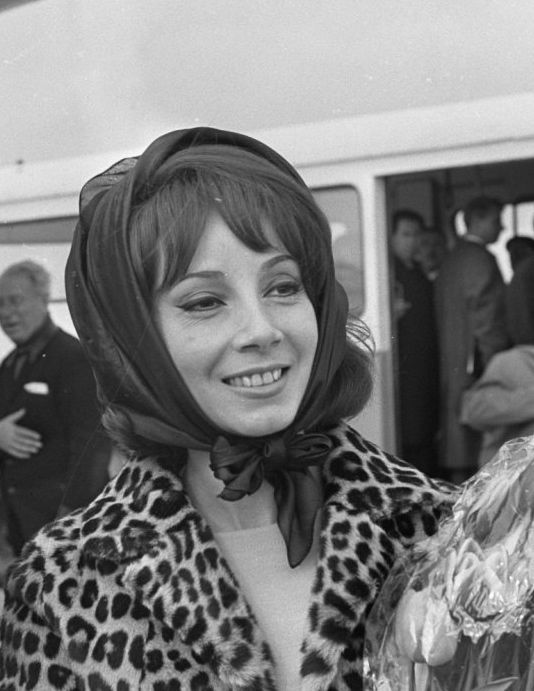
Andrea Parisy (1967)

Andréa Parisy, eigentlich Andrée Marcelle Henriette Parisy (* 4. Dezember 1935 in Levallois-Perret; † 27. April 2014 in Paris), war eine französische Schauspielerin.

## Leben
Die Tochter eines Pelz- und Rauchwarenhändlers, die selbst leidenschaftlich gern Pelze trug, übernahm mit 18 Jahren ihre ersten Filmrollen.
Bekannt wurde sie v. a. durch Drei Bruchpiloten in Paris, in dem sie eine Nonne spielte, und als Ehefrau von Louis de Funès im Film Balduin, der Trockenschwimmer.
In Frankreich wirkte sie v. a. in den 1950er und 1960er Jahren in zahlreichen Kinofilmen mit, übernahm aber auch Rollen in TV-Serien wie Das Geheimnis der weißen Masken. In ihrem letzten Kinofilm 1999, Nur kein Skandal, brillierte sie als Fabrice Luchinis Mutter. Neben ihrer Filmkarriere war sie auch am Theater aktiv.
Anfang der 1970er Jahre versuchte sie sich mit einigen Schallplattenaufnahmen als Chansonsängerin, etwa mit dem 1970 erschienenen Lied James, das sich – etwas weniger offensiv – in die Reihe erotischer Interpretationen im Gefolge von Serge Gainsbourgs Je t’aime … moi non plus einreihte.
Sie starb nach langer Krankheit in Paris und wurde auf dem Friedhof Père-Lachaise begraben.

## Filmografie
- 1953: Die Mädchen der Rue D’Amour (Les compagnes de la nuit) – Regie: Ralph Habib
- 1953: Liebe ohne Gnade (L’esclave) – Regie: Yves Ciampi
- 1953: Boum sur Paris – Regie: Maurice de Canonge
- 1954: Mary-Lou und ihre Herren (Escalier de service) – Regie: Carlo Rim
- 1955: Reif auf jungen Blüten (Futures Vedettes) – Regie: Marc Allégret
- 1956: Bébés à gogo – Regie: Paul Mesnier
- 1956: Paris, Palace Hôtel – Regie: Henri Verneuil
- 1958: Die sich selbst betrügen (Les Tricheurs) – Regie: Marcel Carné
- 1959: Tatort Paris (125, rue Montmartre) – Regie: Gilles Grangier
- 1959: Dem Teufel verschrieben (L’Ambitieuse) – Regie: Yves Allégret
- 1960: Stefanie in Rio
- 1961: Hinter fremden Fenstern (Le Rendez-vous) – Regie: Jean Delannoy
- 1962: Wir bitten zu Bett (Les Petits Matins) – Regie: Jacqueline Audry
- 1962: Portrait Robot – Regie: Paul Paviot
- 1963: Bonbons mit Pfeffer (Dragées au poivre) – Regie: Jacques Baratier
- 1963: 100.000 Dollar in der Sonne (Cent mille dollars au soleil) – Regie: Henri Verneuil
- 1965: Die Damen lassen bitten (Un Grand Seigneur) – Regie: Gilles Grangier und Georges Lautner
- 1966: Das Geheimnis der weißen Masken (Les Compagnons de Jéhu, Fernsehserie, zwei Folgen) – Regie: Michel Drach
- 1966: Drei Bruchpiloten in Paris (La Grande vadrouille) – Regie: Gérard Oury
- 1968: Balduin, der Trockenschwimmer (Le Petit Baigneur) – Regie: Robert Dhéry
- 1968: Mayerling – Regie: Terence Young
- 1969: Slogan – Regie: Pierre Grimblat
- 1978: L’inspecteur mène l’enquête (Fernsehserie, eine Folge)
- 1979: La gueule de l’autre – Regie: Pierre Tchernia
- 1989: Die Favoritin (The Favorite) – Regie: Jack Smight
- 1999: Nur kein Skandal! (Pas de scandale) – Regie: Benoît Jacquot
- 2001: Kommissar Navarro (Navarro, Fernsehserie, eine Folge) – Regie: José Pinheiro